# MKハートシャトル
MKハートシャトル（エムケイハートシャトル）は、かつてエムケイ観光バス（MKグループ）によって運行されていた高速路線バスである。

## 概要
京都府京都市にある京都駅を起点とし、同市の竹田駅を経由して滋賀県草津市の立命館大学、草津市および大津市の飛島グリーンヒルを結んでいた。
2013年4月16日より運行を開始した。往路と復路が同一経路による運行ではなく滋賀県内で時計回りとなる一筆書きの経路をとっており（学1系統は事実上の往復運行（後述））、滋賀県内では経由を変える便もあった。この路線は、クローズドドアシステムを採用していたため、京都市内のみまたは滋賀県内のみの利用はできなかった。
運賃は500円均一（前払い方式）で、鉄道（JR琵琶湖線）と一般路線バス（近江鉄道バスまたは帝産湖南交通）を乗り継ぐよりも格安であることをアピールし、（通常は）名神高速道路を経由するが、渋滞回避を積極的に行う旨が謳われた。
しかし、「京都方面 - 立命館大学」は他社の高速バスとの競争に敗れ、「京都駅 - 飛島グリーンヒル」は鉄道と一般路線バスの乗り継ぎが定着していたことが災いし、わずか半年（2013年10月4日）で廃止された。

## 経路（廃止）
- 1系統
  - 京都駅八条口→イオンモール前・東寺道→油小路祥烏橋→地下鉄・近鉄竹田駅→（名神高速道路）→立命館BKC→若草中央通り→青山5丁目→松が丘5丁目→（名神高速道路）→地下鉄・近鉄竹田駅→京都駅八条口→イオンモール前・東寺道→油小路祥鳥橋
- 学校1系統
  - 京都駅八条口→イオンモール前・東寺道→油小路祥鳥橋→地下鉄・近鉄竹田駅→（名神高速道路）→立命館BKC→（名神高速道路）→地下鉄・近鉄竹田駅→京都駅八条口→イオンモール前・東寺道→油小路祥鳥橋
- 2系統
  - 京都駅八条口→イオンモール前・東寺道→油小路祥鳥橋→地下鉄・近鉄竹田駅→（名神高速道路）→立命館BKC（降車専用）→若草中央通り→青山5丁目→松が丘5丁目→立命館BKC（乗車専用）→（名神高速道路）→地下鉄・近鉄竹田駅→京都駅八条口→イオンモール前・東寺道→油小路祥鳥橋
- 3系統
  - 京都駅八条口→イオンモール前・東寺道→油小路祥鳥橋→地下鉄・近鉄竹田駅→（名神高速道路）→若草中央通り→青山5丁目→松が丘5丁目→立命館BKC→（名神高速道路）→地下鉄・近鉄竹田駅→京都駅八条口→イオンモール前・東寺道→油小路祥鳥橋

注記
- 1系統の一部は地下鉄・近鉄竹田駅始発、学校1系統の一部および3系統の最終便は地下鉄・近鉄竹田駅止まり。
- 1系統で、7時以前に立命館BKCに到着する便は立命館BKC正門前バス停を経由した（※大学構内が閉門時間帯であるため）。
- 学校1系統及び2系統は平日ダイヤのみ運行。ただし、休日ダイヤでも学校開講日の場合は学校1系統が臨時運行されることがあった。なお、平日休校ダイヤの場合は運休した。

## 車両
- 三菱ふそう・エアロエース
- 日産ディーゼル・スペースアロー
- 日野・セレガR